# سرتشغا (درة صيدي)
سرتشغا (بالفارسية: سرچغا) هي مستوطنة تقع في إيران في قسم درة صیدي الريفي. يقدر عدد سكانها بـ 54 نسمة .